# FSV Lübeck
Der FSV Lübeck (offiziell: Freie Sportvereinigung Lübeck von 1918 e. V.) war ein Sportverein aus Lübeck. Die erste Fußballmannschaft nahm einmal an der deutschen Meisterschaft des Arbeiter-Turn- und Sportbundes (ATSB) teil.

## Geschichte
Die Wurzeln des Vereins liegen bei dem am 23. September 1893 gegründeten ATV Lübeck, der im Jahre 1911 eine Fußballabteilung gründete. Diese wurde im Jahre 1918 unter dem Namen FSV Lübeck eigenständig. 1925 qualifizierten sich die Lübecker als Kreismeister für die deutsche Fußballmeisterschaft des ATSB, scheiterten dort aber bereits in der ersten Runde der nordwestdeutschen Meisterschaft mit einer 0:3-Heimniederlage gegen Bremerhaven 93. Nach der Machtergreifung der Nationalsozialisten im Jahre 1933 wurde der FSV Lübeck verboten und zwangsweise aufgelöst.
Eine Neugründung erfolgte nach dem Ende des Zweiten Weltkrieges. Im Jahre 1959 gelang den Lübeckern der Aufstieg in die 2. Amateurliga Süd, wo die Mannschaft zwei Jahre später Dritter wurde. 1968 qualifizierte sich der FSV für die neu geschaffene Verbandsliga Süd, der zweithöchsten Amateurliga Schleswig-Holsteins. 1972 und 1973 wurden die Lübecker dort Vizemeister hinter Eutin 08 bzw. den Amateuren des Itzehoer SV. Im Jahre 1978 stieg der FSV ab und musste sechs Jahre später den Gang in die Bezirksklasse antreten. 1986 ging es dann hinunter in die Kreisliga.
Im Jahre 2000 fusionierte der FSV Lübeck mit dem im Jahre 1991 gegründeten FC Borussia Lübeck zum FSV Borussia Lübeck. Viele FSV-Mitglieder lehnten die Fusion ab, da Fusionspartner Borussia in ihren Augen ein „Plastikverein“, der vom Mäzen Franz Rahlf gefördert wurde. Im Jahre 2004 ging der FSV Borussia in die Insolvenz und wurde aufgelöst. Als Nachfolger wurde der FC Eintracht Lübeck gegründet.